# Mahonia ×media
Mahonia ×media ist eine Pflanze aus der Familie der Berberitzengewächse (Berberidaceae). Sie ist eine künstliche Hybride aus den Elternarten Japanische Mahonie (Mahonia japonica) und Lomariablättrige Mahonie (Mahonia lomariifolia).

## Beschreibung
Mahonia ×media ist ein aufrechter, in Gegenden mit milden Wintern bis 4 Meter hoher immergrüner Strauch mit kräftigen und wenig verzweigten Ästen. Die Blätter sind bis 60 Zentimeter lang und setzen sich aus 17 bis 21 Fiederblättchen zusammen. Diese sind eiförmig-lanzettlich geformt, oberseits glänzend dunkelgrün, unterseits gelbgrün gefärbt, weisen deutliche Blattadern auf und sind auf jeder Seite mit 5 bis 11 Zähnen besetzt. Die Blüten sind hellgelb bis zitronengelb und stehen locker in bis 35 Zentimeter langen endständigen Trauben. Die Blüten öffnen sich im Spätherbst und zeitigen Winter. Diese Art ist winterhart.

## Verwendung und Zuchtformen
Mahonia ×media wird selten als Zierstrauch in Gärten und Parks verwendet; es sind verschiedene Sorten bekannt:
- 'Arthur Menzies'
- 'Buckland' mit überhängenden Trauben
- 'Charity' mit hellgelben Blüten in aufrechten, später abgespreizten Trauben.
- 'Lionel Fortescue'
- 'Winter Sun' ist niedrig bleibend; diese Sorte blüht später als 'Charity'.